# پایگاه پیتسبرگ نیروی هوایی آمریکا
 پایگاه پیتسبرگ نیروی هوایی آمریکا (به انگلیسی: Pittsburgh IAP Air Reserve Station) یک فرودگاه ایستگاه رزرو هوایی واقع در فرودگاه بین‌المللی پیتسبورگ، در 12.1 مایلی (19.5 کیلومتری) غرب - شمال غربی پیتسبرگ، پنسیلوانیا واقع شده است. این فرودگاه در کشور ایالات متحده آمریکا قرار دارد .